# Ánizstapló
Az ánizstapló (Trametes suaveolens) az Agaricomycetes osztályának taplóalkatúak (Polyporales) rendjébe, ezen belül a likacsosgombafélék (Polyporaceae) családjába tartozó, füzek és nyárfák törzsén élő, nem ehető gombafaj.

## Megjelenése
Az ánizstapló termőteste 5–15 cm széles, félkör alakú, vastag, a teteje általában domború, vánkosszerű. Széle kezdetben lekerekedő, később élesebbé válik. Színe fehéres, halvány krémszínű vagy világosszürkés; öregen okkerbarnás is lehet. Felülete finoman bársonyos, nemezes; az idős taplógomba csupasz, egyenetlen.
Húsa fehéres, vastag, fiatalon puha, később szívós. Szaga kellemes, ánizsszerű; íze nem jellegzetes.   
1-1,5 cm vastag termőrétege fiatalon fehéres, majd világosszürkés lesz. Pórusai viszonylag tágak (milliméterenként 1-2 db), szögletesek. Spórapora fehér. Spórái elliptikusak, simák, méretük 7-11 x 3-(4) µm.

### Hasonló fajok
Szaga jellegzetes, csak a hasonló illatú szagos taplóval (Gloeophyllum odoratum) téveszthető össze, amely rozsdabarnás és fenyőtuskón nő.

## Elterjedése és termőhelye
Európában, Ázsiában és Észak-Amerikában honos. Magyarországon nem ritka. Legyengült és elhalt lombos fákon (elsősorban fűzön és nyáron) található meg egész évben.
Étkezésre nem alkalmas.

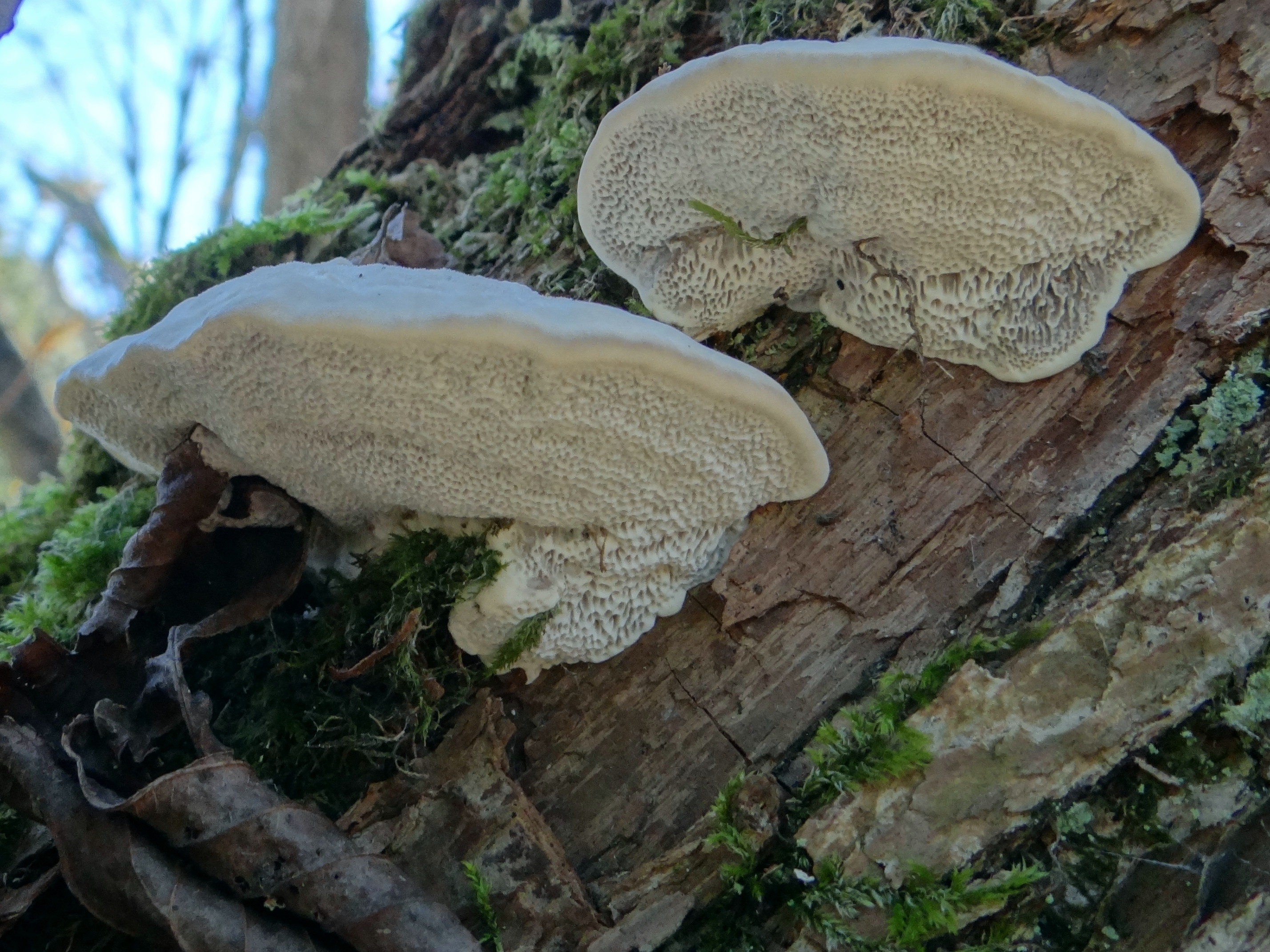
Ánizstapló
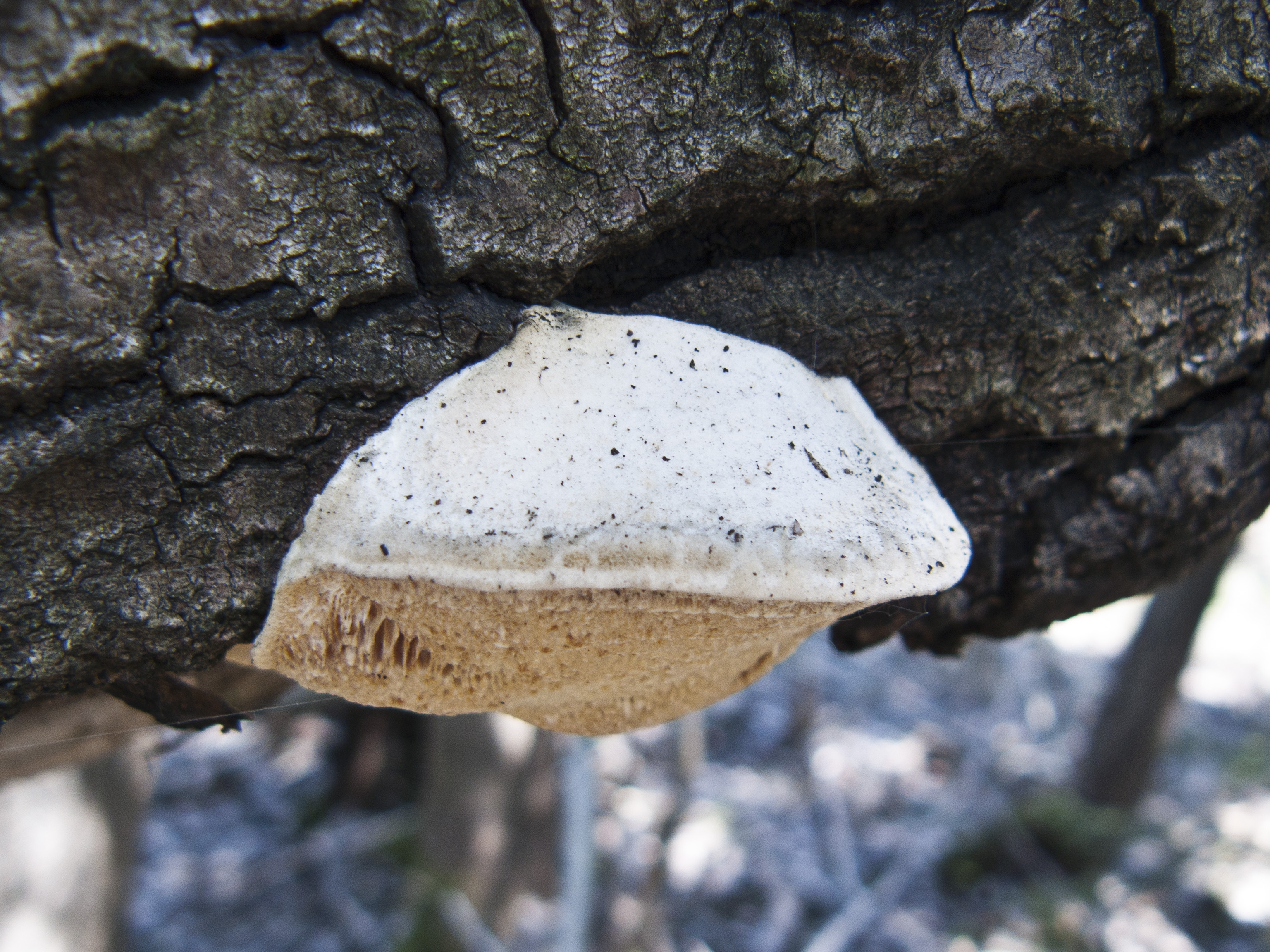
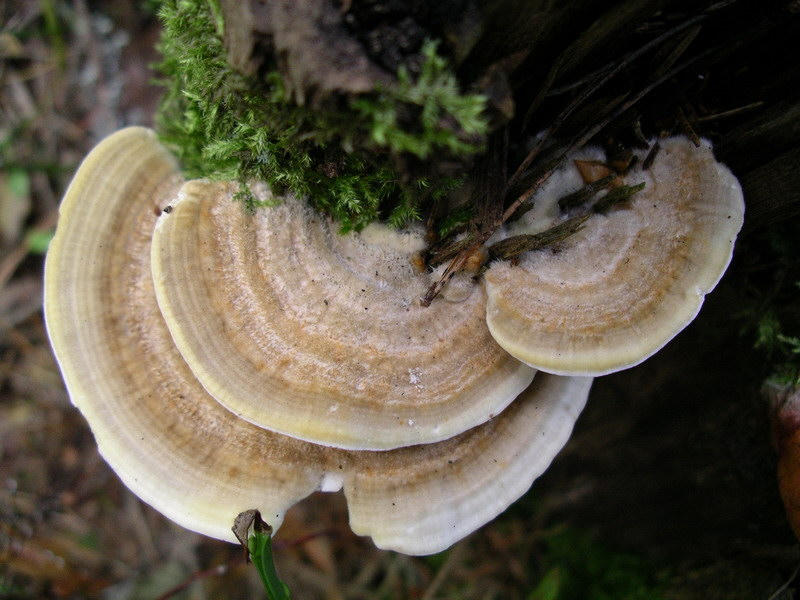
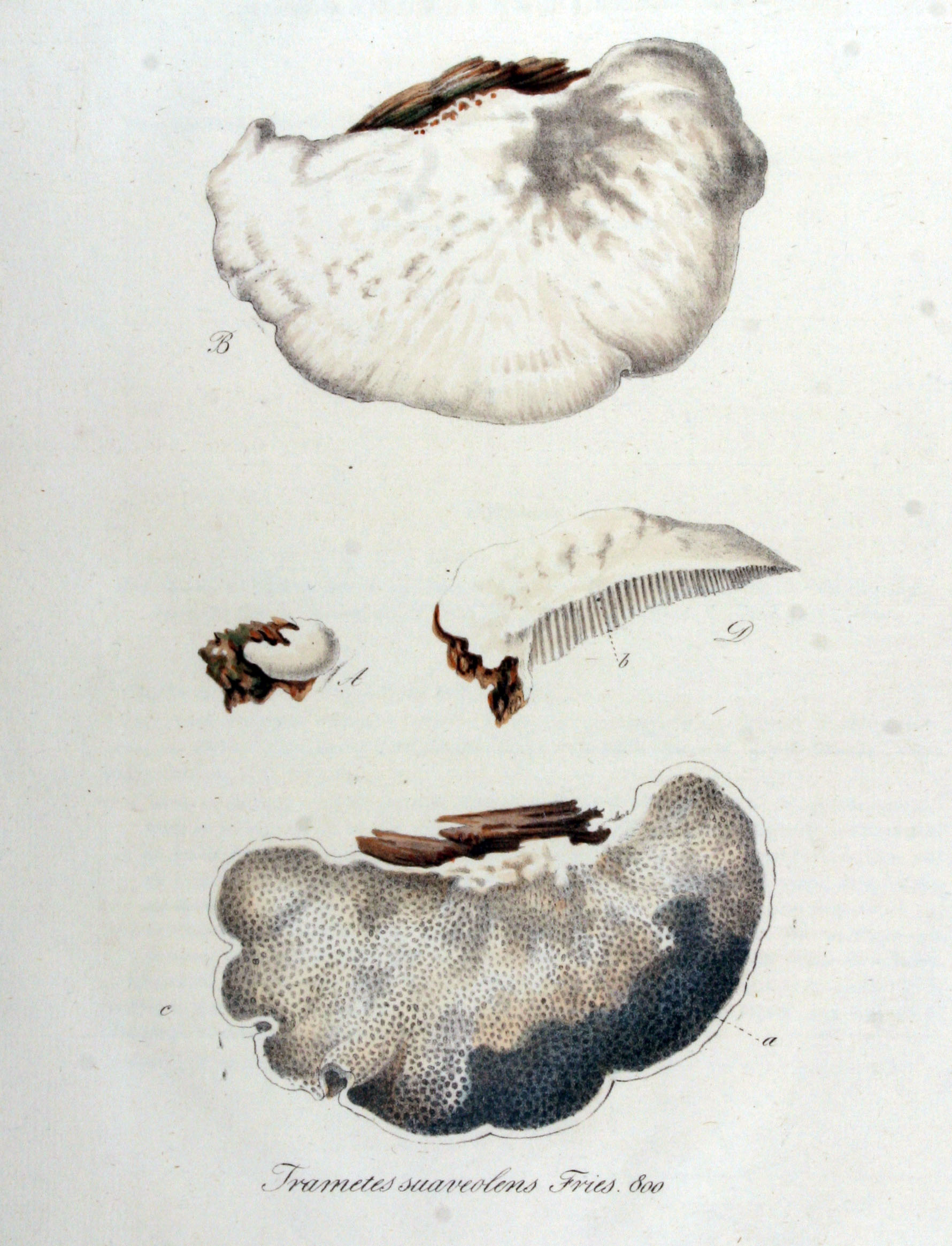
Ábrázolása egy holland gombakönyvben (1849)